# Arver
Arver (fl. XIII secolo) è stato un trovatore occitano di cui non si ha nessuna notizia biografica, probabilmente originario di una regione che comprendeva approssimativamente le contee d'Alvernia, Velay, Gévaudan e Vivarais.
Della sua opera non ci resta altro che un partimen "Amic Arver, d'una re vos deman", composto insieme a un tale, non meglio precisabile, Enric.
Partimen
 [Enric]

 Amic Arver, d'una ren vos deman

 de dus amantç d'una dompna q'es pros,

 ce d'un talent e d'un cor son amdus,

 ma son devis lor preis e lor senblant:

 car l'us e semple e l'autre sobrançier,

 a l'autre presat, non gaire presentier,

 Gardas cal deu la domna mais eslir.

 [Arver]

 Enric, eu crei verament ses dutan

 qe.l sobrançier c'amor fa star gioios

 deu mais plasir a domnas, et es raisons,

 car preis ni sen ni valors non ten dan.

 M[a] aisi co.l fruc de l'albre sobrier

 son plus plasent e de sabor plenier,

 tut autresi deu la dompna grasir

 lo sobrancier e.l nesci deu fuïr.

 [...]